# Геометрична ймовірність
Геометрична ймовірність — це поняття ймовірності, що запроваджується так: Нехай {\displaystyle \Omega } — деяка підмножина прямої, площини чи простору. Випадкова подія {\displaystyle A} — підмножина {\displaystyle \Omega }. Тоді ймовірність випадкової події визначається формулою: {\displaystyle P(A)={\frac {m(A)}{m(\Omega )}}} де {\displaystyle m(A),\,m(\Omega )} — довжина, площа чи об'єм множин {\displaystyle A} та {\displaystyle \Omega }.
Це пов'язане з інтерпретацією ймовірності як міри на обраному просторі елементарних подій. В даному випадку він збігається з евклідовим простором.

## Використання геометричної ймовірності
- Голка Бюффона: Яка ймовірність того, що голка кинута на поверхню розграфлену паралельними прямими розташованими через однакові проміжки перетне одну з цих прямих?
- Парадокс Бертрана: Яке матсподівання довжини випадково обраної хорди на одиничному колі?
- Яка ймовірність того, що три випадково обрані на площині точки формують гострокутній трикутник?
- Та подібні…

## Формально
Стохастичний експеримент полягає в обранні навмання точки з множини {\displaystyle B\subseteq \mathbb {R} ^{n}}. За його математичну модель прийнято розглядати ймовірнісний простір {\displaystyle \{B,{\mathfrak {B}}_{B}^{n},P\}}, де {\displaystyle B} — борелева множина з {\displaystyle \mathbb {R} ^{n}}, {\displaystyle {\mathfrak {B}}_{B}^{n}} — клас борелевих підмножин множини {\displaystyle B}, {\displaystyle P} — ймовірність на класі {\displaystyle {\mathfrak {B}}_{B}^{n}}, яка для кожного {\displaystyle A} з цього класу визначається рівністю:
{\displaystyle P(A)={\frac {L(A)}{L(B)}}},
де {\displaystyle L} — міра Лебега на {\displaystyle \mathbb {R} ^{n}} (значення {\displaystyle L} на паралелепіпедах {\displaystyle [a_{1},b_{1}]\times [a_{2},b_{2}]\times \ldots \times [a_{n},b_{n}]}, дорівнює {\displaystyle \prod _{i=1}^{n}(b_{i}-a_{i})}).
Так визначену ймовірність назвемо геометричною (зрозуміло, що множина {\displaystyle B} має задовольняти умову {\displaystyle 0<L(B)<\infty }.